# Phare de Port Mahon
Le Phare de Port Mahon est un petit phare situé dans l'enceinte du château de Saint Philippe du côté sud de l'entrée de Port Mahon, à l'est de l'île de Minorque, dans l'archipel des Îles Baléares (Espagne).
Il est géré par l'autorité portuaire des îles Baléares (Autoridad Portuaria de Baleares) au port d'Alcúdia.

## Histoire
Le premier phare été inauguré le 20 mars 1852, avec un objectif catadioptrique de 6éme ordre et une lumière fixe. Il se trouvait proche d'une batterie côtière militaire et était souvent sous les tirs de celle-ci, mettant en danger la vie des gardiens et de leur famille. Le phare a été éteint en 1912 et remplacé par une balise mobile placée sur une potence métallique sur le haut de la falaise. Cette balise produisait un groupe de 4 flashs blancs toutes les 15 secondes, au moyen d'une optique dioptrique et d'une lampe alimentée au pétrole. De cette façon chaque fois que l'on décidait de tirer au canon, la potence se pliait en laissant l'espace libre. Le premier phare a été détruit en 1917 et une partie du matériel a servi au phare de Favàritx. Le 22 juillet 1918 la balise a été électrifiée.
En 1971, une petite potence en béton a été construite sur un local technique carré blanc, proche de la mer. Elle est érigée dans l'enceinte du Fort Sant Felipe, sur un promontoire du côté sud de l'entrée de Port Mahon. A une hauteur focale de 22 m le feu émet deux flashs blancs toutes les 6 secondes.
Identifiant : ARLHS : BAL-066 ; ES-35950 - Amirauté : E0354 - NGA : 5240 .